# 萊克斯泰申 (印第安納州)
萊克斯泰申（英語：Lake Station）是一個位於美國印第安纳州萊克縣的城市。

## 人口
根據2010年美國人口普查的數據，萊克斯泰申的面積為21.86平方千米，當中陸地面積為21.52平方千米，而水域面積為0.34平方千米。當地共有人口12,572人，而人口密度為每平方千米575.11人。